# Rusekianna albifrons
Rusekianna albifrons är en urinsektsart som först beskrevs av Tycho Fredrik Hugo Tullberg 1871.  Rusekianna albifrons ingår i släktet Rusekianna, och familjen Katiannidae. Arten är reproducerande i Sverige.